# Anders Rotevatn
Anders Rotevatn (Drammen, 22 febbraio 1978) è un ex calciatore norvegese, di ruolo portiere.

## Carriera

### Club
Rotevatn cominciò la carriera con la maglia del Mjøndalen. Passò poi allo Stabæk, per cui esordì nella Tippeligaen in data 20 giugno 1999, difendendo i pali della porta del club nella sconfitta per 2-1 sul campo del Rosenborg. Giocò altri 25 incontri nella massima divisione norvegese, con questa maglia.
Passò poi al Fredrikstad, per cui esordì il 20 maggio 2004, quando fu titolare nella sconfitta per 3-2 contro lo HamKam. Giocò soltanto 3 incontri in squadra, chiedendo e ottenendo la rescissione del contratto nel mese di luglio 2004, proprio a causa del poco spazio.
Si accordò allora con il Bærum, per poi giocare nello Svelvik. Dal 2007, tornò al Mjøndalen. Si svincolò al termine del campionato 2011, ma tornò al Mjøndalen nell'estate 2012.

### Nazionale
Rotevatn giocò 2 partite per la Norvegia under 21, la prima delle quali nella sconfitta per 2-0 contro il Portogallo under 21.